# Arthur Linton
Pour les articles homonymes, voir Linton.

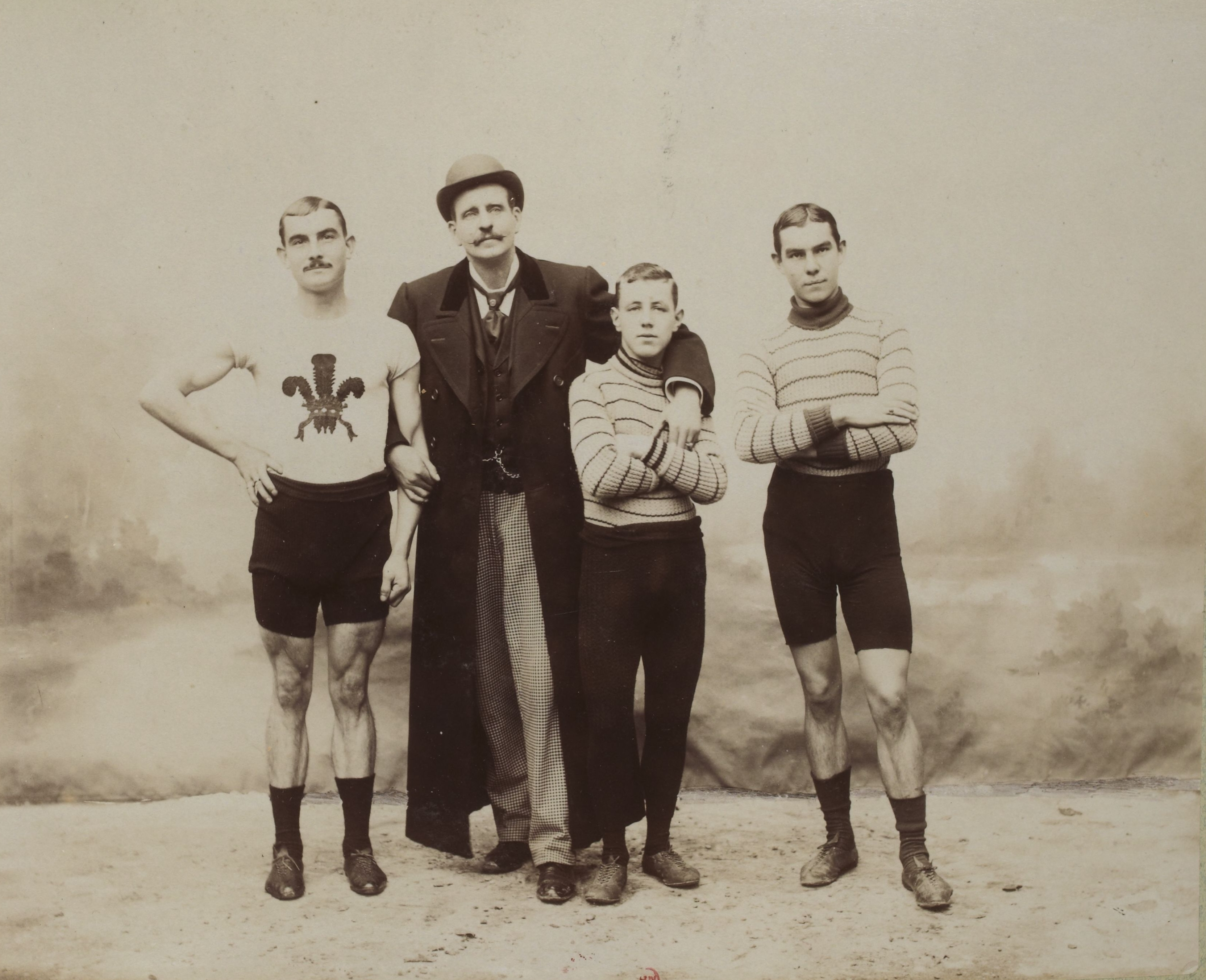
Arthur Linton, Choppy Warburton, Jimmy Michael et Tom Linton, 1894-95.

Arthur Linton (27 décembre 1868 à Seavington St Michael, Somerset - 23 juillet 1896 à Aberaman) est un coureur cycliste anglais.
Il fait ses débuts en France pendant l'hiver 1894. Entraîné par Choppy Warburton, il bat le record du monde de l'heure (45,33 km), celui des 50 km (1 h 5 min 50 s 3/5) et celui des 100 km (2 h 29 min 58 s).
Trois semaines après le Bol d'or, il participe au Gold vase à Wood Green et meurt quelques jours après, officiellement de fièvre typhoïde, mais peut-être à la suite de l'absorption de produits dopants.
Son frère, Thomas, était également coureur cycliste et entraîné par Choppy Warburton.
Ses deux entraîneurs étaient Henri Rudeaux et Lloyd Hildebrand.

## Palmarès
- 1893
  - Cuca Cocoa Challenge Cup

- 1894
  - 2e aux Huit Jours de Paris

- 1895
  - 2e aux 100 km de Bordeaux
  - 100 km de Marseille

- 1896
  - Bordeaux-Paris (21 h 17 min 18 s)
  - 4e de Paris-Roubaix
  - Bol d'or (abandon)